# ترمه (ترکیه)
ترمه (به ترکی استانبولی: Terme District) یک منطقهٔ مسکونی در ترکیه است که در استان صامسون واقع شده‌است.